# Glaise vitrifiée
 (signalé en mai 2025).
Si vous disposez d'ouvrages ou d'articles de référence ou si vous connaissez des sites web de qualité traitant du thème abordé ici, merci de compléter l'article en donnant les références utiles à sa vérifiabilité et en les liant à la section « Notes et références ».
- Archive Wikiwix
- Bing
- Cairn
- DuckDuckGo
- E. Universalis
- Gallica
- Google
- G. Books
- G. News
- G. Scholar
- Persée
- Qwant
- (zh) Baidu
- (ru) Yandex
- (wd) trouver des œuvres sur Wikidata

La tuyauterie en glaise vitrifiée sert exclusivement au drainage souterrain.
Elle offre une bonne résistance à la corrosion n'étant pas métallique.
Sa résistance à la compression se compare à celle de la fonte et avantageusement au plastique. Elle doit cependant reposer sur un lit uniforme. 
Le jointage peut être à compression ou mécanique.
Lourde, sa manipulation est délicate à cause de sa moindre résistance que la fonte aux chocs, et son poids beaucoup plus élevé que le plastique.
Elle est disponible à partir de 100 mm (4 pouces) de diamètre jusqu'à 686 millimètres et en longueurs de 1,2 mètre et 1,5 mètre. L'épaisseur de la paroi varie de 15 mm à 60 mm en fonction du diamètre.

## Réglementation au Canada
Elle doit correspondre aux normes de l'Association canadienne de normalisation.